# Shankara
Shankara (Devanagari: शंकर, Sanskriet: Śankara of Śaṃkara), ook Adhi Shankaracharya, Ādi Śhankarācārya, ('de eerste Shankara' in zijn traditielijn), ook aangesproken als Bhagavatpada Acharya (de leraar aan de voeten van de heer) was een invloedrijk Hindoefilosoof en yogi en spiritueel leider in de school van de advaita vedanta. Geboren in de brahmanenkaste in Kerala leefde hij rond 800 (tussen 788 en 820, al worden de precieze data betwist). Traditiegetrouw baseerde hij zich op de sacrale teksten van de Veda's en de revelatie van de Upanishads, hield zich aan een spiritualiteit gegrond op de rede en zonder dogma of ritualisme, en blies het hindoeïsme daarmee nieuw leven in tijdens de periode waarin boeddhisme en jaïnisme aan populariteit wonnen. Als eerste consolideerde hij de principes van de advaita vedanta en wordt als stichter van de dashanami sannyasin aangezien.
Adi betekent “oorsprong, begin”. Hij bracht een herleving van de filosofische advaita vedanta. Ook de oprichting van vier quasi universitaire filosofisch religieuze instellingen, voor het in stand houden en verbreiden van de door zijn school geformuleerde en gesystematiseerde filosofische totaalvisie, wordt aan hem toegeschreven. Dit zijn de vier Maths, geïnstitutionaliseerde kennisvestingen in de Himalaya, waar ook studenten werden gevormd. Deze zetels worden nog steeds bezet door opvolgers, die de functie van shankaracharya vervullen, tenminste indien zij aan de nodige standaard kunnen voldoen (soms blijft een zetel tientallen jaren leeg). De shankaracharya is de rector in de lijn van de Shankarafilosofie.
Shankara richtte zich vooral op Datgene wat de mens in essentie is. Hij bekleedt een sleutelrol in de opeenvolging van meesters in de Indiase filosofie.
Zijn invloed breidt zich tot in onze tijd en ook in het westen uit. Veel van het Hindoegedachtegoed, inclusief stromingen in het Westen die beïnvloed zijn door het hindoeïsme, zoals New Age, zijn (vaak indirect) beïnvloed door Shankara. Sommige vertalingen van de Bhagavad Gita, zoals die door Christopher Isherwood en Swami Prabhavananda, van de Ramakrishna missie (met een voorwoord van Aldous Huxley) zijn gebaseerd op Shankara's ideeën, bijvoorbeeld zoals hij die beschreven had in het boekje Viveka Chudamani, (Kroonjuweel des Onderscheids).

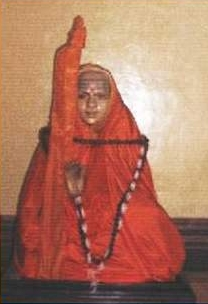
Evocatie van Adi Shankara. Deze leerling draagt het oranje kleed ten teken van de sannyasin (wereldverzaker). De symboliek van "het touw en de slang" wordt eveneens getoond.

## Levensbeschrijving
De Shankara Vijayam is de traditionele bron voor zijn levensverhaal, in hoofdzaak een hagiografie.

### De essentie
Geboren in Kerala in een Nambudiri-Brahmanenfamilie, werd Shankara van jongs af ingeleid in de kennis van de Veda en meer specifiek in de Upanishads die aan zijn familie waren toegewezen (een tiental). Hij volgde een leven als asceet, en poogde zijn nogal absolute ervaringen van de werkelijkheid in het licht van de vedische kennis te plaatsen, waarbij hij de Upanishads als leidraad nam, zoals het een brahmaan betaamt. Zonder afbreuk te doen aan de traditie poogde hij de leer zuiver te houden en te zuiveren van mogelijke eerdere afwijkingen.

### Shankara’s jeugd
Shankara werd geboren uit Shivaguru en Aryamba in het nietige dorpje Kaladî, in de huidige deelstaat Kerala, in het zuidwesten van India. De latere legende verhaalt dat Shiva aan zijn ouders verscheen en hen de keuze liet tussen een talrijk maar minder briljant nageslacht of een enkel kind dat een kort maar niet onopgemerkt leven zou kennen. Het koppel koos voor de tweede optie en Shankara kwam bij hen ter wereld. Ondanks de vroegtijdige dood van zijn vader Shivaguru wordt hij wel degelijk en volgens de normale traditie in het brahmanisme ingewijd. Hij kende de Veda’s al uit het hoofd op zijn achtste. Er wordt verhaald dat de meester vanaf dan talloze mirakelen verrichtte. Hij werd al vrij jeugdig als van nature naar het ascetisme en het leven van beschouwing en bespiegeling gedreven. Toen hij op het nippertje aan een krokodil ontkwam die hem bijna een been afrukte, besefte Shankara de korte duur van het leven. En aangezien hij als kind zich al tot goeroe geroepen voelt, besloot hij het stadium van een gezin stichten over te slaan en werd sannyasin, wereldverzaker.

### Initiatie
Shankara zocht daarna een geschikte leermeester (goeroe), zoals dat gebruikelijk is bij degenen die zich in de leer willen verdiepen en zich ontwikkelen. Hij vertrok naar Centraal-India en langs de rivier de Narmada ontmoette hij een leerling van de grote Gaudapâda, Advaitin en auteur van een vermaard commentaar op de Mundakya Upanishad, de Mundakakya Karikas. Deze discipel, Govinda Bhagavatpada genaamd, initieerde hem in de meest ascetische orde die in India te vinden is.

### Reizen en ontmoetingen
Daarna zou Shankara door heel het subcontinent reizen als pelgrim op zoek naar kennis en ervaring die hem te hulp kwamen bij het opstellen van commentaren bij de sacrale teksten van het hindoeïsme (voornamelijk de Veda’s, maar in dit geval ook de ernaar verwijzende Upanishads). Hij ontmoette daarbij talrijke autoriteiten op gebied van de verschillende leerscholen en religies. Hij voerde felle strijdgesprekken met boeddhisten en met leden van de mimamsaschool. Shankara ontpopte zich als briljant spreker en denker, en hij stelde zijn opponenten niet zelden voor het voldongen feit van hun eigen contradicties en hun meer beperkte visies. In Benares voltooide hij zijn hoofdwerk, een commentaar (bashya) op de Brahamasoetra's.
Op weg naar de Shivatempel in Kashi kwam er een paria (kasteloze onaanraakbare) met zijn hond in tegengestelde richting. Toen Shankara’s leerlingen de man vroegen opzij te gaan, vroeg deze: “Wenst u dat ik mijn ziel verplaats, de eeuwige atman, of dit lichaam gemaakt uit klei?” Shankara zag in deze ongenaakbare Ishvara, de alheer in persoon en wierp zich voor hem ter aarde. Hij componeerde daarbij vijf verzen (shloka's). Van daaruit startte zijn Vishwa Vijaya Yatra, reis om de wereld te veroveren.

### Bevestiging van zijn gezag
In Kasjmir is er een troon aan Sarasvati gewijd. Daarop mag plaatsnemen wie in staat blijkt om in alle debatten die tussen brahmanen worden gehouden uit te blinken, iets wat nooit eerder was gebeurd. Maar Shankara ontdeed zich zonder moeite van de tegenwerpingen van zijn opponenten en mocht dan ook plaatsnemen op deze sacrale hoogte onder auspiciën van de godin van wijsheid en welsprekendheid.

### Levenseind
Volgens de overlevering ging Shankara over naar de andere wereld op 33-jarige leeftijd in Kedarnâth in de Himalaya. Maar het getal 33 zou een symbolische waarde kunnen hebben ter aanduiding van het bereiken van een zekere ontwikkelingsgraad.

## De leer van Shankara
Een van zijn belangrijke werken heet Viveka Chudamani (Kleinood des onderscheids). Met onderscheiding bedoelde Shankara het onderscheid maken tussen werkelijkheid en niet-werkelijkheid: “Juist onderscheid laat ons het ware wezen van een touwstreng zien en verdrijft de kwellende angst die onze foutieve waarneming dat het een slang is oproept”. Door zich aan het juiste onderscheiden over te geven bereikt de mens het hoogste niveau van vereniging met het brahman. “Zo kan hij zijn eigen ziel redden, die in de kosmische wordingsstroom is meegezogen (de samsara)”.
Spirituele onwetendheid (avidya) is de oorzaak van alle complicaties en leed. Het komt voort uit het zien van het zelf waar het dat niet is.

### Een fenomenale illusie
De fenomenale wereld (de wereld zoals die ons toeschijnt) is voor Shankara een illusie: “Enkel wie onderscheidingsvermogen heeft en zijn denken van de aardse geneugte afwendt, die gelijkmoedig is, de nodige beheersing bezit, wie daarenboven naar vrijheid (mukti) verlangt, is in staat het brahman te zoeken”. Eerste voorwaarde is volgens Shankara het onderscheid kunnen maken tussen het eindeloze en het niet-eindeloze. Het brahman is werkelijk, het gaat voorbij aan ruimte, tijd en oorzakelijkheid, al het wereldlijke is onwerkelijk.

### Onderscheid (viveka) en bevrijding (moksha)
Op weg naar verlossing, innerlijke bevrijding, ruimde Shankara voor spirituele herkenning de hoogste plaats in: “Men kan de sacrale teksten opzeggen en aan de heilige geesten offeren, men kan de riten uitvoeren en godheden vereren, maar zolang de mens niet tot het inzicht van zijn wezensidentiteit met het Atman ontwaakt, kan hij nooit bevrijding vinden, zelfs niet na honderden eeuwen”.
Shankara wees op de zelfverantwoordelijkheid en verlossingscapaciteit van de mens: “De kettingen die ons, door onze onwetendheid omtrent het werkelijke, binden, door lustvolle begeerten en de vrucht van ons karma, kan niemand uit zichzelf losmaken”. Hij wees er tegelijk op dat intellectueel streven zonder spirituele dimensie niet helpt: “De studie van de wetenschap is vruchteloos, zolang het brahman niet wordt ervaren”.
We moeten de wazige lens doorboren om onze ware aard, ons ware zijn te herkennen. Dit ligt niet in verandering en sterfelijkheid, maar is onverminderde zaligheid voor eeuwig. Om de ware motivering achter ons denken en doen te herkennen moeten we ons van de fundamentele eenheid van ons zijn bewust worden. Hoe, zo vraagt hij zich af, kan een beperkt intellect de onbeperktheid van atman verstaan? Het kan dat niet, stelt hij, en daarom moeten we zelfs het intellect transcenderen om een te worden met ons zielsbewustzijn.
Telkens opnieuw wijst Shankara op het belang de zinnen te overwinnen: “Wie met het zwaard der ware begeerteloosheid de haai der zinnenlust gedood heeft, doorkruist de oceaan van deze wereld zonder hindernis”. De verknochtheid aan lichaam, omgeving of mensen taxeert hij als noodlottig voor wie naar bevrijding streeft.
Het fijnstoffelijk lichaam wordt als zetel van menselijke begeerte beschouwd. De menselijke onwetendheid overdekt met dit fijnstoffelijk lichaam de atman. Onder de vijf omhulsels die zijn eigen maya weeft blijft de atman verborgen, “zoals het water in een vijver die met algen is dichtgegroeid”. Als alle vijf de omhulsels zijn afgeworpen, openbaart zich volgens Shankara de “zuivere atman, die in de kern woont, als eindeloze, onvermengde gelukzaligheid (ananda), als hoogste, zichzelf verlichtend Zijn (sat)”.

### Non-dualiteit
De doctrine van Shankara, die door de Shankarâchâryas wordt doorgegeven, staat bekend onder de naam non-dualiteit (Sanskriet: a-dvai-ta: niet-tweeheid). Hij beschouwt het allerhoogste als voorbij alle tegenstelling, inbegrepen de tegenstelling zijn/ niet-zijn en beschouwt dat als het brahman. Het brahman staat buiten of boven alle determinatie of bepaling. Men kan ook niet zeggen dat het ’het ene’ is, of ’de ene’, want het gaat ook daar nog aan voorbij. Men kan er niets van zeggen zonder het een beperking op te leggen. Het (absolute Zijn) staat ten opzichte van het geschapene (het relatieve zijnde) als de klei staat tot de pot. Deze vergelijking gebruikt hij in zijn Bhasya (commentaar) op een tekst uit de Revelatie ter bevestiging van de schepping, de Taittirya-Upanishad: De klei doordringt de pot helemaal tot in zijn kleinste poriën. Er is alleen maar klei, het doet er niet toe hoeveel potten breken of opnieuw gemaakt worden. De pot is slechts een vergankelijke vorm van de klei. Zo ook is de ruimte die de pot inneemt slechts een beperking van de alomtegenwoordige oneindige ruimte die altijd en overal is. De ruimte van de pot en de oneindige ruimte zijn een en hetzelfde. Er is in deze geen tweeheid. Die brengen wij zelf aan, als we dat willen, door er onderscheid in te maken. (zie Lao-tse zesde eeuw B.C., elfde parool) 

### Traditie
Zijn doctrine waarin hij nooit afwijkt van wat traditioneel door de vedanta wordt geleerd, staat in zijn commentaren, die hij maakte zoals dat zijn taak was als Brahmaan. Hij maakte deze commentaren overigens niet alleen. Hij werd daarin bijgestaan door een aantal gelijkgestemde zielen, overwegend leerlingen, of die als leerlingen bij hem begonnen waren en later maharishis werden. Zij kwamen geregeld in conclaaf bijeen om de meest diepzinnige onderwerpen te belichten in het kader van de sacrale teksten en van hun eigen ervaring en inzichten.

## Nalatenschap
Shankara ligt aan de oorsprong van tien monastieke ordes (de dashanâmî, Sanskriet dasha=tien, nâma=naam) waar de monniken meestal naast hun eigen naam ook die van de orde in kwestie dragen: Bhâratî, Sarasvatî, Sâgara, Tîrtha, Purî, Âshrama, Giri, Parvata, Aranya en Vana.
Bovendien zijn vier ‘kloosters’ (matha, monastieke vestiging), als kennisvesting onder de naam van Shankara opgericht met de bedoeling de zuiverheid van de leer voor het nageslacht in ongerepte staat te bewaren: Shrîngeri (in Karnataka – het zuiden), Purî (in Odisha – het oosten), Dvaraka (in Gujarat – het westen) en Jyotirmath (in Uttar Pradesh – het noorden).
Shankara had vier toegewijde leerlingen: Sureshwaracharya, Hastamalaka, Padmapada, en Trotakacharya. Hij plaatste elk van hen aan het hoofd van een matha, een in elke windstreek.
De brahmanen die zich op zijn traditie beroepen, Smârtava genaamd, beoefenen een niet sectair ritueel dat het Vedische huisritueel met devotionele hindoeïstische aspecten integreert. De pancâyatana pûjâ (vijfvoudige adoratie), karakteristiek voor de Smârtava is een cultus aan Shiva, Vishnoe, Shakti, Ganesha en Sûrya gewijd in de hoedanigheid van saguna brahman aspecten, het persoonlijke goddelijke, in tegenstelling tot het nirguna brahman, het attribuutloze, onpersoonlijke goddelijke van de filosofie.
Zoals Nagarjuna baseerde ook Shankara zich op de oude shastra’s. Daarom komen beider visies vaak grotendeels overeen. Ook het Boeddhistische sunyata is niet als een negatie van het zijn bedoeld. Nagarjuna zegt erover in Mulamadhyamakakaika heel duidelijk dat shunyata in het boeddhisme noch nietsheid noch niet-nietsheid is. Het is als de Nisadiya sutra van de Rig Veda, die zegt dat de ultieme realiteit noch bestaan noch niet-bestaan is. Shankara beschouwde Ishvara (letterlijk voor hem ‘de alcapaciteit’), die door velen in de hoedanigheid van Vishnu of als Shiva werd vereerd, of als wat hun hart hen ook ingaf, als de verschijningsvorm van het brahman.

## Invloed
Ook al was hij in het begin van de 9e eeuw actief, de tijd toen ook het christendom in India doordrong, Shankara wordt vandaag nog steeds als een van de belangrijkste, of zelfs de allerbelangrijkste grote meester beschouwd. Bovenop zijn puur filosofische en ‘theologische’ inzichten komt nog zijn reformerende en regenererende rol inzake de zes toentertijd in zwang zijnde religies, waarvan sommige er voor hem verwerpelijke praktijken op nahielden. Voor deze rol staat hij bovendien bekend als "shanmatasthâpanacharya" (shan=zes, mata=geloof, sthâpana=behouder, hersteller, âchârya=meester, die de regels kent).
Shankara is de belangrijkste Indiase filosoof aan wie het gelukt is het hindoeïsme volledig op de leest van de Upanishadfilosofie te herfunderen. Volgens Swami Sivananda berust zijn succes ook op de aanschouwelijke beeldrijke taal, waarmee hij gecompliceerde verbanden niet alleen voor intellectuelen maar ook voor leken toegankelijk maakte.
De Europeanen hebben Shankara leren kennen door het werk van René Guénon, die zijn commentaar (Bashya) op de Vedânta vertaalde onder de titel: “L'Homme et son Devenir selon le Vêdânta”. In de 20e eeuw is de ervaring, het leven en de doctrine van Ramana Maharshi (1879-1950) een van de beste voorbeelden van de kracht en vitaliteit van het denken van Shankara en van de advaita vedanta.